# Brahmapur
Brahmapur là một thị xã và là nơi đặt ủy ban khu vực quy hoạch (notified area committee) của quận Ganjam thuộc bang Orissa, Ấn Độ.

## Địa lý
Brahmapur có vị trí 19°19′B 84°47′Đ / 19,32°B 84,78°Đ Nó có độ cao trung bình là 27 mét (88 foot).

## Nhân khẩu
Theo điều tra dân số năm 2001 của Ấn Độ, Brahmapur có dân số 289.724 người. Phái nam chiếm 52% tổng số dân và phái nữ chiếm 48%. Brahmapur có tỷ lệ 74% biết đọc biết viết, cao hơn tỷ lệ trung bình toàn quốc là 59,5%: tỷ lệ cho phái nam là 83%, và tỷ lệ cho phái nữ là 64%. Tại Brahmapur, 11% dân số nhỏ hơn 6 tuổi.